# Psilocymbium pilifrons
Psilocymbium pilifrons là một loài nhện trong họ Linyphiidae. Loài này được phát hiện ở Colombia.